# Multipelintegral
Multipelintegral är en typ av integral utökad till funktioner av flera variabler, till exempel f(x, y) eller f(x, y, z).
Vid integration av funktioner av en variabel f(x) är integralen ett mått på arean under funktionsgrafen. I fallet med funktioner av två variabler är integralen ett mått på volymen under funktionsytan och dess definitionsområde D ⊂ ℝ2.
Multipel integration av en funktion av n variabler
{\displaystyle f(x_{1},x_{2},...,x_{n})}
över en domän D representeras oftast av kapslade integraltecken i omvänd ordning till utförandet av integrationen (integraltecknet längst till vänster beräknas sist), följt av funktionen och integralargumenten i rätt ordning (integralen beräknas sist med avseende på argumentet längst till höger). Integrationsdomänen representeras antingen symboliskt för varje argument över varje integraltecken, eller förkortas med en variabel vid intergraltecknet längst till höger:
{\displaystyle \int \cdots \int _{D}\;f(x_{1},x_{2},\ldots ,x_{n})\;dx_{1}\!\cdots dx_{n}}

## Definitioner
Det finns flera definitioner av integraler för f på D ⊂ ℝn och de vanligaste är
- Riemannintegral
- Lebesgueintegral

## Exempel på en dubbelintegral
Betrakta det triangulära området D = {(x, y) ∈ ℝ2 | 0 ≤ x ≤ 1, 0 ≤ y ≤ x} i xy-planet och integranden {{{1}}}.
{\displaystyle \iint _{D}(1-y)dx\,dy.}
Genom upprepad enkelintegration kan denna dubbelintegral beräknas som två enkelintegraler. Integrera först med avseende på y:
{\displaystyle \int _{0}^{1}\left(\int _{0}^{x}(1-y)dy\right)dx=\int _{0}^{1}\left(\left[y-{\frac {y^{2}}{2}}\right]_{0}^{x}\right)dx=\int _{0}^{1}x-{\frac {x^{2}}{2}}dx=\left[{\frac {x^{2}}{2}}-{\frac {x^{3}}{6}}\right]_{0}^{1}={\frac {1}{3}}}